# Аріарн Тітмус
Аріарн Тітмус (англ. Ariarne Titmus, 7 вересня 2000) — австралійська плавчиня, олімпійська чемпіонка 2020 року.
Чемпіонка світу з водних видів спорту 2019 року, призерка 2017 року.
Чемпіонка світу з плавання на короткій воді 2018 року.
Переможниця Пантихоокеанського чемпіонату з плавання 2018 року.
Переможниця Ігор Співдружності 2018 року.

## Виступи на Олімпійських іграх
| Олімпіада  | Дисципліна                           | Місце |
| ---------- | ------------------------------------ | ----- |
| Токіо 2020 | 200 метрів вільним стилем            | 1     |
| Токіо 2020 | 400 метрів вільним стилем            | 1     |
| Токіо 2020 | 800 метрів вільним стилем            | 2     |
| Токіо 2020 | естафета 4x200 метрів вільним стилем | 3     |